# Municipio de General Enrique Martínez
El municipio de General Enrique Martínez es uno de los municipios del departamento de Treinta y Tres, Uruguay. Su sede es la localidad homónima, también conocida como La Charqueada.

## Localización
El municipio se encuentra situado en la zona sureste del departamento de Treinta y Tres.

## Historia
El municipio fue creado el 22 de diciembre de 2017 por decreto de la Junta Departamental de Treinta y Tres n°20/2017. Correspondiendo a dicho municipio la circunscripción electoral FBC del departamento de Treinta y Tres.

## Autoridades
La autoridad del municipio es el Concejo Municipal, compuesto por el Alcalde y cuatro Concejales.
Alcaldes según período:
| Nº | Alcalde    | Partido             | Inicio del mandato      | Fin del mandato | Observaciones     | Concejales                                                                   |
| -- | ---------- | ------------------- | ----------------------- | --------------- | ----------------- | ---------------------------------------------------------------------------- |
| 1  | Nidia Vera | Partido Nacional PN | 27 de noviembre de 2020 | julio de 2025   | Alcaldesa elegida | Graciela Brun (PN) Jorge Castaño (PN) Bairo Machado (PN) Lorenzo Moreno (PN) |